# AOK Nordost
Die AOK Nordost – Die Gesundheitskasse ist die Allgemeine Ortskrankenkasse für Berlin, Brandenburg und Mecklenburg-Vorpommern mit Sitz in Potsdam. Sie ist Teil der gesetzlichen Krankenversicherung in Deutschland und mit etwa 1,73 Millionen Versicherten die größte gesetzliche Krankenkasse im Nordosten Deutschlands. Sie zählt ebenfalls zu den Top 10 der gesetzlichen Krankenkassen in Deutschland.

## Geschichte
Die AOK Nordost entstand zum 1. Januar 2011 aus der Fusion der AOK Berlin-Brandenburg und der AOK Mecklenburg-Vorpommern. Zuvor schlossen sich am 1. Januar 2010 die AOK Berlin und AOK Brandenburg zur AOK Berlin-Brandenburg zusammen. Sie ist eine Körperschaft des öffentlichen Rechts mit Selbstverwaltung und ist eine von elf selbstständigen AOKs.

## Beitragssätze
Seit 1. Januar 2009 werden die Beitragssätze vom Gesetzgeber einheitlich vorgegeben. Aktuell beträgt der allgemeine Beitragssatz (für krankengeldberechtigte Mitglieder und Rentner) zur Krankenversicherung 14,6 Prozent. Die AOK Nordost erhebt 2024 einen Zusatzbeitrag in Höhe von 2,7 Prozent des beitragspflichtigen Einkommens, was sie zu diesem Zeitpunkt für mehrere Monate zur teuersten gesetzlichen Krankenkasse in Deutschland machte.